# Azureva
 (août 2025).
Si vous disposez d'ouvrages ou d'articles de référence ou si vous connaissez des sites web de qualité traitant du thème abordé ici, merci de compléter l'article en donnant les références utiles à sa vérifiabilité et en les liant à la section « Notes et références ».

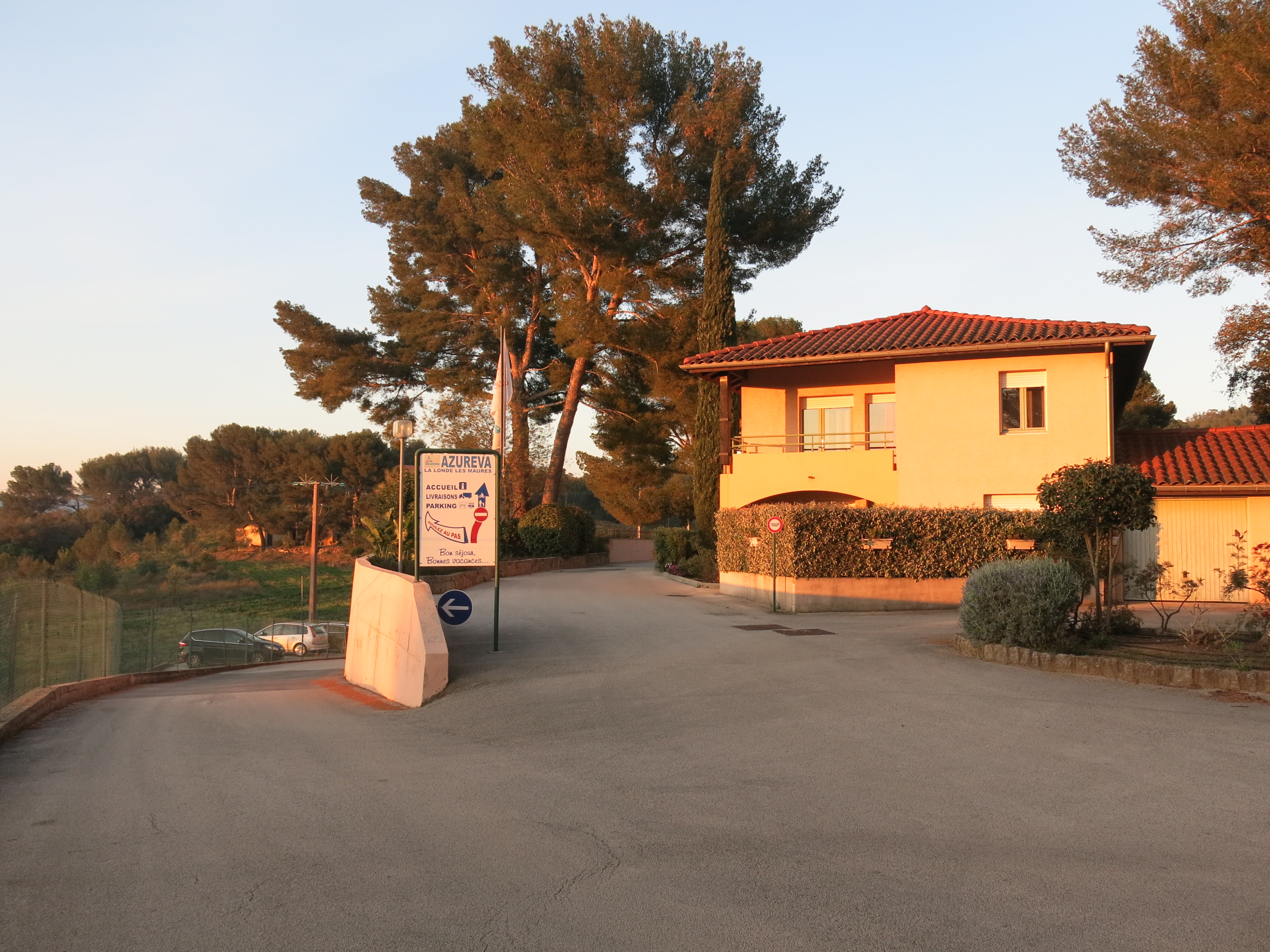
Azureva, La Londe-les-Maures.

Azureva est une association française qui exploite des villages et résidences de vacances en France. L’organisme gère un réseau d’établissements proposant des séjours à la semaine ou le temps d’un week-end.

## Organisation et fonctionnement
Azureva est constitué en association, ce statut lui permet ainsi de réinvestir les excédents dans l’entretien et le développement des villages, sans distribution de dividendes.[réf. nécessaire]

## Evolutions récentes
Dans les années 2010, Azureva entreprend un programme de rénovation et de modernisation de ses établissements. L’association met en place plusieurs labels thématiques (Famille, Festif, Gourmand, Sportif, Nature, Bien-Être, Séminaires) afin de distinguer ses destinations selon leurs activités et leur environnement. Certains villages sont spécialisés autour de thèmes spécifiques, tels que l’art, le spectacle vivant ou la relaxation.

## Historique
L’association Vacances PTT ouvre son premier village vacances en 1952 à Sainte-Marguerite (Pornichet, Loire-Atlantique). Constituée officiellement en 1956 dans le but d'organiser des séjours peu onéreux, elle étend progressivement son réseau dans les décennies suivantes, avec des implantations en bord de mer, en montagne et à la campagne.
Dans les années 1970 et 1980, de nouvelles structures sont créées dans diverses régions françaises, incluant notamment la Côte d’Azur, la Bretagne, les Alpes et les Pyrénées.
En 2001, l’association change de nom pour devenir Azureva Vacances et ouvre ses établissements à un public plus large. Par la suite, elle entreprend des rénovations et modernisations de ses sites, ainsi que la création de villages à thèmes. Certaines implantations sont fermées ou cédées au fil du temps, comme le site de Brommat en 2021.

## Chiffres clés (2017)
En 2017, Azureva réalisait un chiffre d'affaires de 50M€ et disposait de 43 établissements répartis sur 37 destinations[réf. nécessaire], dont certaines dédiées aux groupes et aux séminaires. L’offre combinait plusieurs formules d’hébergement (pension complète, demi-pension, location, prestations hôtelières et campings) et six labels thématiques.